# Jürgen Abendschein
Jürgen Abendschein (* 1966) ist ein deutscher Wirtschaftswissenschaftler und Rektor der Steinbeis Hochschule.

## Leben
Jürgen Abendschein absolvierte zunächst eine Ausbildung zum Bankkaufmann bei der Kreis- und Stadtsparkasse Landau. Von 1990 bis 1994 studierte er Betriebswirtschaftslehre mit Schwerpunkt Finanz-, Prüfungs- und Steuerwesen an der Fachhochschule Mainz und war im Firmenkundengeschäft und Qualitätsmanagement der Sparkasse Südliche Weinstraße tätig. 2001 wurde er dort Abteilungsdirektor für die Personalentwicklung. Berufsbegleitend absolvierte er ein wirtschaftswissenschaftliches Doktoratsstudium an der Universität Koblenz und wurde 2000 zum Dr. phil. promoviert.
Seit 2001 hatte er einen Lehrauftrag für integrierte Managementsysteme an der Universität Koblenz, Campus Landau und übernahm 2004 dort die Leitung für den Bereich Wirtschaftswissenschaften. 2006 folgte die Ernennung zum Direktor beim Deutschen Sparkassen- und Giroverband e.V. in Berlin und die Bestellung zum Leiter der Sparkassenakademie.
2009 übernahm er die Geschäftsführung des ASB Management-Zentrum Heidelberg. Im selben Jahr wurde er Mitglied der Fakultät der PEF Privatuniversität für Management in Wien und zum Honorarprofessor für Wirtschaftswissenschaften an der AKAD University ernannt.
Von 2019 bis 2022 war er Präsident für Bildung der Steinbeis-Hochschule Berlin. Seit Januar 2023 ist Abendschein Rektor der Steinbeis Hochschule in Magdeburg.

## Schriften
- Management der Finanzdienstleistungsqualität im dezentralen Privatkundengeschäft, Knecht Landau 2000, ISBN 978-3-930927-52-4
- Kundenzufriedenheit und psychologisches Qualitätsmanagement, Heidelberg 2001, mit Ottmar Braun; Jürgen Abendschein; Marco Haferburg; Sandra Mihailovic (Hrsg.)
- Qualitätsmanagement. SMART-QM für Dienstleister, Cornelsen 2011, ISBN 978-3-589-23858-3, mit Karin Letter
- Training kompakt: Prozessmanagement – Grundlagen und Umsetzung, Cornelsen 2012, ISBN 978-3-589-24002-9, mit Marcel Knodel